# Ratoldo
Ratoldo, in alcuni testi riportato come Rotaldo (770 circa – Radolfzell am Bodensee, IX secolo), è stato un monaco cristiano e vescovo italiano.
Fu vescovo di Verona dal 799 all'840 proveniente dall'abbazia benedettina di Reichenau, sull'omonima isola del lago di Costanza.

## Atti
La pagina firmitatis, 24 giugno 813
Con il documento aveva concesso una parte di rendite ai canonici della cattedrale e con un altro documento, datato 16 settembre 813, li aveva sottoposti alla giurisdizione del patriarcato di Aquileia:
Concesse un privilegio che divideva in quattro parti uguali (vescovo, clero, poveri e fabbriche della Chiesa) le rendite del feudo di Bovolone, prima solo del vescovo.